# Acacia eremaea
Acacia eremaea é uma espécie de leguminosa do gênero Acacia, pertencente à família Fabaceae.